# 192 f.Kr.

## Händelser

### Efter plats

#### Grekland
- Achaierna svarar på Spartas förnyade intresse av att återta förlorat territorium genom att skicka ett sändebud till Rom med en förfrågan om hjälp. Som svar skickar den romerska senaten praetorn Atilius med en flotta samt en ambassad under Titus Quinctius Flamininus ledning.
- Då achaierna inte väntar på att romarna skall anlända ger sig deras armé och flotta iväg mot Gythion under Filopoimens befäl. Den achaiska flottan under Tiso blir besegrad av den spartanska. Till lands lyckas de achaiska styrkorna inte besegra de spartanska utanför Gythion och Filopoimen retirerar till Tegeia.
- När Filopoimen åter går in i Lakonien för att göra ett nytt försök hamnar hans styrkor i ett spartanskt bakhåll, lett av Spartas tyrann Nabis, men Filopoimen lyckas ändå föra sina styrkor till seger över de spartanska.
- Filopoimens planer för att erövra själva Sparta läggs på is efter krav från det romerska sändebudet Flaminius, efter att han har anlänt till Grekland. I gengäld bestämmer sig Nabis, för tillfället, för att acceptera status quo.
- Nabis vädjar sedan till aitolierna om hjälp. De skickar 1 000 kavallerister under Alexamenos befäl till Sparta. Väl där mördar de dock Nabis och ockuperar Sparta tillfälligt. De aitoliska trupperna intar palatset och ämnar plundra staden, men Spartas invånare lyckas samla sig och tvingar dem att lämna staden. Filopoimen utnyttjar dock det aitoliska förräderiet och går in i Sparta med sin achaiska armé. Då han nu har full kontroll över staden tvingar Filopoimen Sparta att bli medlem av det achaiska förbundet.
- Seleukidiska styrkor (under befäl av sin kung Antiochos III) invaderar Grekland på det aitoliska förbundets inbjudan, då detta gör uppror mot romarna. Aitolierna utnämner till och med Antiochos till befälhavare för deras förbund. Antiochos landstiger i Demetrias i Thessalien med endast 10 500 man och ockuperar Euboeia. Han får dock ganska lite stöd för sin sak i centrala Grekland.

## Avlidna
- Nabis, tyrann och siste självständige härskaren (sedan 207 f.Kr.) av Sparta